# أندرياس أولمر
أندرياس أولمر (بالألمانية: Andreas Ulmer)‏ (30 أكتوبر 1985 النمسا - ) هو لاعب كرة قدم نمساوي، يلعب كمدافع.

## وصلات خارجية
أندرياس أولمر على موقع الاتحاد الدولي (مؤرشف)  (الإنجليزية)
- أندرياس أولمر على موقع الاتحاد الأوربي (الإنجليزية)
- أندرياس أولمر على موقع قاعدة بيانات كرة القدم.إي يو (الإنجليزية)
- أندرياس أولمر على موقع ناشيونال فوتبول تيمز (الإنجليزية)
- أندرياس أولمر على موقع Soccerway.com (الإنجليزية)
- أندرياس أولمر على موقع عالم كرة القدم.نت (الإنجليزية)
- أندرياس أولمر على موقع AS.com (الإسبانية)